# Spalding (equipamentos esportivos)
A Spalding é uma empresa do ramo de equipamentos esportivos criada em 1876 em Chicago nos Estados Unidos por Albert Spalding. Atualmente está sediada em Bowling Green no Kentucky, é famosa pela produção de bolas de basquetebol, também produz equipamentos para outros esportes.

## História
A companhia foi fundada em 1876 por Albert Spalding, que era jogador e técnico do time de beisebol Chicago White Stockings, a companhia criou o formato atual do taco de beisebol, com o tempo, passou a produzir também patins e bicicletas, durante a Segunda Guerra Mundial chegou também a produzir rifles.
A companhia produz bolas de basquetebol desde 1894, desde 1983 é a produtora oficial de bolas da NBA, também chegou a produzir bolas para a Arena Football League.